# Tangos, l'exil de Gardel
Tangos, l'exil de Gardel (španělsky El exilio de Gardel (Tangos)) je francouzsko- argentinský hraný film z roku 1986, který režíroval Fernando Ezequiel Solanas podle vlastního scénáře.

## Děj
Film zachycuje život skupiny Argentinců, kteří emigrovali do Paříže během vojenské diktatury v Argentině (1976-1983). Skupina se rozhodne uspořádat balet tanga na počest zpěváka a skladatele Carlose Gardela. Snímek měl světovou premiéru na filmovém festivalu v Benátkách dne 28. srpna 1985.

## Obsazení
| Marie Laforêtová  | Mariana       |
| Miguel Ángel Solá | Juan Dos      |
| Philippe Léotard  | Pierre        |
| Lautaro Murúa     | Gerardo       |
| Ana María Picchio | Ana           |
| Marina Vladyová   | Florence      |
| Georges Wilson    | Jean-Marie    |
| Gregorio Manzur   | Carlos Gardel |

## Ocenění
- Benátský filmový festival: Zvláštní velká cena poroty
- Havanský filmový festival: První cena
- César: nejlepší filmová hudba (Ástor Piazzolla)
- Stříbrný kondor: nejlepší film